# Berthella aurantiaca
Berthella aurantiaca is een slakkensoort uit de familie van de Pleurobranchidae. De wetenschappelijke naam van de soort is voor het eerst geldig gepubliceerd in 1818 door Risso.